# Corida (pictură de Manet)
Corida este o pictură în ulei pe pânză din 1864-1865 realizată de pictorul francez Édouard Manet. Acum se află în Frick Collection din New York. La fel ca Omul mort, a fost inițial parte dintr-o compoziție mai mare intitulată Episod dintr-o coridă.